# Ljusnarsbergs landskommun
Ljusnarsbergs landskommun var en tidigare kommun i Örebro län i Västmanland. 

## Administrativ historik
Kommunen inrättades i Ljusnarsbergs socken i Nya Kopparbergs bergslag när 1862 års kommunalförordningar trädde i kraft den 1 januari 1863. 
I kommunen inrättades här 16 december 1887 Nya Kopparbergs municipalsamhälle. 1908 utbröts detta ur landskommunen för att bilda Kopparbergs köping.
Den 1 januari 1941 (enligt beslut den 8 december 1939) fastställdes gränsen mellan Ljusnarsberg och Norrbärke landskommun i Kopparbergs län. Från Norrbärke till Ljusnarsberg överfördes ett område med en areal av 0,01 km², varav allt land. Från Ljusnarsberg till Norrbärke överfördes ett område med en areal av 5,72 km², varav 5,10 km² land.
Vid kommunreformen 1952 lämnades landskommunen oförändrad. 
Landskommunen inkorporerade 1962 Kopparbergs köping och ombildades samtidigt till Ljusnarsbergs köping.
Kommunkoden 1952-1961 1822.

### Kyrklig tillhörighet
I kyrkligt hänseende tillhörde kommunen Ljusnarsbergs församling.

## Kommunvapnet
Blasonering: I silver en stolpvis ställd blå ström, åtföljd på var sida av ett kopparmärke ovanför en låga, samtliga röda.
Bilden går tillbaka till Nya Kopparbergs bergslags sigill från 1640. Det fastställdes av Kungl. Maj:t för Ljusnarsbergs landskommun 1951, användes även av Kopparbergs köping (med en bård).

## Geografi
Ljusnarsbergs landskommun omfattade den 1 januari 1952 en areal av 622,59 km², varav 570,16 km² land. Efter nymätningar och arealberäkningar färdiga den 1 januari 1960 omfattade landskommunen den 1 november 1960 en areal av 630,26 km², varav 574,87 km² land.

### Tätorter i kommunen 1960
| Tätort              | Folkmängd |
| ------------------- | --------- |
| Kopparberg, del ava | 1 873     |
| Ställdalen          | 1 559     |
| Ställberg           | 467       |
| Högfors             | 423       |
| Hörken              | 336       |
| Yxsjöberg           | 286       |

Tätortsgraden i kommunen var den 1 november 1960 69,7 procent.

## Politik

### Mandatfördelning i valen 1938-1958
|  | 24 | 2 |  | 2 |

| 30 |

| 3 | 22 | 2 | 2 |  |

| 28 |

| 7 | 17 | 3 | 2 |  |

| 30 |

| 2 | 22 | 2 | 3 |  |

| 28 |

| 2 | 21 | 2 | 3 | 2 |

| 29 |

| 2 | 20 | 4 | 2 | 2 |

| 29 |